# Октябрьский мост (Новосибирск)
Октя́брьский (Коммуна́льный) мост — мост через реку Обь в Новосибирске, соединяющий Ленинский и Октябрьский районы города. Коммунальный мост состоит из семи 128-метровых пролётов. Открыт 20 октября 1955 года. Стал первым автомобильно-трамвайно-пешеходным мостом через Обь в Новосибирске. Мост по конструкции своей был особенный: первый, как тогда говорили, в практике мостостроения.

## История
До ввода в строй Октябрьского моста в летнее время два обских берега связывал понтонный мост, а зимой действовала ледовая переправа.
Первые проекты постоянного моста появились в начале 1930-х годов. Место для будущего моста выбрали сразу — в створе улицы Восход (тогда она называлась Сузунская). С 1930 по 1931 годы над одним из проектов нового моста работал инженер Владимир Шухов. Окончательный проект моста выполнили инженер-конструктор Г. Д. Попов и архитектор К. И. Яковлев в 1938 году. Однако, строительство пришлось отложить — началась война. После её окончания в проект внесли изменения, заключавшиеся в том, что конструкцию проезжей части (из железобетонных плит) и металлические двутавровые балки соединили в одно целое.
17 октября 1951 года было принято Постановление Совета Министров СССР о строительстве Октябрьского моста в Новосибирске. В начале 1952 года начались подготовительные работы.
По ходу строительных работ было принято решение о дальнейшей корректировке проекта моста в целях экономии. Так, левобережная дамба из соображений экономии материала в своей средней части ниже, чем по краям. Проект предусматривал украшение моста торшерами высотой 27 метров со светящимися на них звёздами на третьих и шестых опорах. Входные части с правого берега (восьмая опора) венчались 45-метровыми пилонами-обелисками, на левом берегу на первой опоре ставились колоннады. Несмотря на это, в таком виде Октябрьский мост органично вписался в городскую среду и стал одним из наиболее узнаваемых символов города, таким, как Оперный театр.
20 октября 1955 года мост был принят в эксплуатацию. Затраты на строительство составили 128 млн рублей. В центре моста были расположены два трамвайных пути, разделявших две двухпутных полосы для движения автомобилей, а по краям два пешеходных тротуара. Протяжённость надводной семипролётной части нового моста составила 840 м. Общая же длина вместе с насыпью на левом берегу и четырёхпролётным правобережным путепроводом — 2,3 км.

## Происшествия
4 июня 1965 года военный летчик-ас Валентин Привалов, проходивший военную службу в канском гарнизоне, на реактивном самолёте пролетел под мостом в метре от воды. Лётное происшествие имело широкий резонанс не только в СССР, но и за рубежом. После этого полёта летчика арестовали и хотели отдать под суд за воздушное хулиганство, но министр обороны СССР Родион Малиновский приказал вновь допустить лётчика к полётам. В дальнейшем Валентин Привалов продолжил службу в легендарной эскадрилье асов в подмосковной Кубинке. В газетах инцидент получил название "МиГ под мостом"